# Kūhīn
Kūhīn (persiska: كوهين) är en ort i Iran.   Den ligger i provinsen Qazvin, i den nordvästra delen av landet, 170 km väster om huvudstaden Teheran. Kūhīn ligger 1 477 meter över havet och antalet invånare är 1 398.
Terrängen runt Kūhīn är kuperad norrut, men söderut är den platt. Terrängen runt Kūhīn sluttar söderut.Runt Kūhīn är det ganska glesbefolkat, med 29 invånare per kvadratkilometer. Kūhīn är det största samhället i trakten. Trakten runt Kūhīn består i huvudsak av gräsmarker.